# Marie Avgeropoulos
Marie Avgeropoulos (Thunder Bay, Ontario; 17 de juny de 1986) és una actriu canadenca. És coneguda per interpretar a Octavia Blake en la sèrie dramàtica Els 100.

## Biografia
De pares grecs, Marie Avgeropoulos es va criar a Thunder Bay, Ontario, on va aprendre a pescar, caçar i acampar. Va assistir a un taller al conegut Second City a Toronto quan estudiava a l'escola secundària.
Va començar a tocar la bateria quan tenia 16 anys. Va estudiar periodisme televisiu durant dos anys a la Confederation College a Thunder Bay, però la va abandonar després de dos anys per dedicar-se a l'actuació.
Va mantenir una relació amb l'actor Taylor Lautner des de 2013 fins a principis de 2015.
A finals de 2018, Avgeropoulos va estar involucrada en un incident de violència domèstica quan suposadament ella i el seu xicot van començar a discutir en un cotxe a Ventura Freeway, poc després de la mitjanit del 5 d'agost de 2018. Avgeropoulos estava prenent medicaments nous barrejats amb alcohol i estava acusada de colpejar-lo diverses vegades al cap, coll i braç, provocant-li ferides lleus segons l'Oficina del Fiscal del Districte. Aleshores va ser acusada de violència domèstica. El xicot d'Avgeropoulos volia retirar els càrrecs i va declarar que no representava una amenaça.
El cas es va arxivar formalment amb tots els càrrecs retirats, ja que no hi havia cap intenció de fer mal per part d'Avgeropoulos, sinó "una reacció adversa a la medicació que va provocar l'esclat".

### Trajectòria
La seva primera oportunitat es va produir quan un amic la va avisar a un càsting a Vancouver per a un comercial de roba que buscava bateristes. Després d'aparèixer a diversos comercials nacionals, va cridar l'atenció del director Chris Columbus qui la va contractar per participar en la pel·lícula I Love You, Beth Cooper. Des de llavors, ha participat en pel·lícules com 50/50, Percy Jackson & the Olympians: The Lightning Thief, entre d'altres.
Avgeropoulos va debutar a la televisió en un episodi de Supernatural i després ha participat en sèries com Harper's Island, The Troop, The Inbetweeners, 90210, i Fringe.
Va obtenir un paper recurrent en la sèrie de televisió Cult. El febrer de 2013 es va anunciar que Avgeropoulos havia estat contractada per interpretar Octavia Blake a The 100.

## Filmografia
| Cinema      | Cinema                                     | Cinema                  | Cinema                            |  |
| Any         | Pel·lícula                                 | Rol                     | Notes                             |  |
| ----------- | ------------------------------------------ | ----------------------- | --------------------------------- |  |
| 2009        | I Love You, Beth Cooper                    | Valli Wooley            |                                   |  |
| 2010        | Random Walk                                |                         | Curtmetratge                      |  |
| 2010        | Hunt to Kill                               | Kim Rhodes              |                                   |  |
| 2010        | 2011                                       | 50/50                   | Allison                           |  |
| 2012        | Walking the Halls                          | Amber                   |                                   |  |
| 2015        | Tracers                                    | Nikki                   |                                   |  |
| 2015        | Numb                                       | Cheryl                  |                                   |  |
| 2015        | Isolation                                  | Nina                    |                                   |  |
| 2016        | A Remarkable Life                          | Chelsea                 |                                   |  |
| 2016        | Dead Rising: Endgame                       | Sandra Sandy Lowe       |                                   |  |
| TBA         | Butterfly in the Typewriter                | Jean Ann Jollett        |                                   |  |
| 2019        | Jiu Jitsu                                  | Myra                    | Amb Nicolas Cage                  |  |
| Televisió   |                                            |                         |                                   |  |
| Any         | Títol                                      | Rol                     | Notes                             |  |
| 2009        | Supernatural                               | Taylor                  | 1 episodi                         |  |
| 2009        | Sorority Wars                              | Missy                   | Pel·lícula per a televisió        |  |
| 2009        | Harper's Island                            | Stacy DeKnight          | 1 episodi                         |  |
| 2009        | The Guard                                  | Jeanette                | 1 episodi                         |  |
| 2010        | The Troop                                  | Sarah                   | 1 episodi                         |  |
| 2010        | Fringe                                     | Leah                    | 2 episodis                        |  |
| 2010        | Human Target                               | Jamie Hartloff          | 1 episodi                         |  |
| 2010        | Smoke Screen                               | Suzi                    | Pel·lícula per a televisió        |  |
| 2011        | Eureka                                     | Bonnie                  | 1 episodi                         |  |
| 2011        | Hiccups                                    | Terry                   | 1 episodi                         |  |
| 2012        | The Inbetweeners Fugitive at 17 (TV movie) | Samantha                | 4 episodis TV movie               |  |
| 2013        | Cult                                       | Kirstie Nelson/Reynolds | 10 episodis                       |  |
| 2013        | 90210                                      | Cassie McCoy            | 1 episodi                         |  |
| 2014 - 2020 | The 100                                    | Octavia Blake           | Personatge principal, 95 episodis |  |